# Чичаровце
Чичаровце (словац. Čičarovce, угор. Csicser) — село, громада в окрузі Михайлівці, Кошицький край, Словаччина. Село розташоване на висоті 106 м над рівнем моря. Населення — 860 чол (93 % — угорці, 7 % — словаки).
Вперше згадується 1263 року.

## Інфраструктура
В селі є невелика бібліотека та футбольне поле.

## Населення
| Рік:            | 1994. | 2004.    | 2014.   | 2024.   |
| --------------- | ----- | -------- | ------- | ------- |
| Кількість осіб: | 732   | 852      | 901     | 928     |
| Різниця:        |       | +16,39 % | +5,75 % | +2,99 % |

| Рік:            | 2023. | 2024.   |
| --------------- | ----- | ------- |
| Кількість осіб: | 930   | 928     |
| Різниця:        |       | -0,21 % |

## Пам'ятки
У селі є реформатський костел з кінця 18 століття, римо-католицький костел з 1802 року, та греко-католицька церква охорони Пресвятої Богородиці з початку 19 століття в стилі бароко, з 1963 року національна культурна пам'ятка.